# Suffragette Fellowship
La Suffragette Fellowship est une association britannique fondée en 1926 pour perpétuer la mémoire des suffragettes.

## Histoire
L'association est fondée sous le nom de « Suffragette Club » par Edith How-Martyn en 1926 pour « perpétuer la mémoire des pionnières et des événements significatifs de l'émancipation des femmes et notamment de la campagne suffragette de 1905-1914, et ainsi de garder vivant l'esprit des suffragettes ». L'association élargit ses objectifs en 1947, en ajoutant qu'il s'agit de maintenir le statut des femmes, sur le plan politique, civique, économique, éducatif et social et d'instaurer une coopération avec des institutions poursuivant le même but.
L'adhésion est alors ouverte de droit aux suffragettes qui ont été emprisonnées pour leurs actions militantes, aux femmes ayant adhéré à des associations suffragistes entre le 13 octobre 1905 et le 4 août 1914, aux descendants directs de suffragettes emprisonnées, ainsi qu'à des sympathisants après accord du conseil de l'association.

## Activités
La Suffragette Fellowship édite de 1947 à 1971 une lettre d'information, Calling All Women et plusieurs brochures, notamment I knew Mrs Pankhurst.
Elle crée également un mémorial dans Christchurch Gardens à Londres, avec l'inscription « This tribute is erected by the Suffragette Fellowship to comemorate the courage and perseverance of all men and women who in the long struggle for wotes for women selflessly braved derision, opposition and ostracism, many enduring physical violence and suffering » ainsi qu'une réplique de la broche de la prison Holloway.
Les collections de l'association sont conservées au musée de Londres.